# Чемпіонат світу з трекових велоперегонів 1910
Чемпіонат світу з трекових велоперегонів 1910 проходив з 17 по 25 липня 1910 року в Брюсселі, Бельгія. Змагання проводилися у двох дисциплінах — спринті та гонці за лідером серед аматорів та професіоналів окремо.

## Медалісти

### Чоловіки
Професіонали
| Дисципліна       | Золото       | Срібло             | Бронза        |
| Спринт           | Еміль Фріоль | Торвальд Еллегаард | Вальтер Рутт  |
| Гонка за лідером | Жорж Паран   | Леон Вандерштуйфт  | Роберт Валтур |

Аматори
| Дисципліна       | Золото       | Срібло      | Бронза       |
| Спринт           | Вільям Бейлі | Карл Ноймер | Поль Тексьє  |
| Гонка за лідером | Генрі Генс   | Луї Дельбор | Сідней Бейлі |

## Загальний медальний залік
| Місце  | Країна           | Золото | Срібло | Бронза | Загалом |
| ------ | ---------------- | ------ | ------ | ------ | ------- |
| 1      | Франція          | 2      | 1      | 1      | 4       |
| 2      | Бельгія          | 1      | 1      |        | 2       |
| 3      | Велика Британія  | 1      |        | 1      | 2       |
| 4      | Німецька імперія |        | 1      | 1      | 2       |
| 5      | Данія            |        | 1      |        | 1       |
| 6      | США              |        |        | 1      | 1       |
| Всього | Всього           | 4      | 4      | 4      | 12      |